# 枫溪区
23°38′N 116°35′E / 23.633°N 116.583°E
枫溪区是中国广东省潮州市下辖的管理区，位于潮州市区西部。辖区总面积24.8平方公里，户籍人口约11.74万人，常住人口约15.81万人。下辖6个社区26个村。
1995年12月由潮安县枫溪镇撤销建立县级管理区而成，管理区域包括潮安县枫溪镇、潮州火车站区、从湘桥区凤新街道划出的池湖、蔡陇两个管理区。2023年10月31日，撤销枫溪区，恢复为潮安区枫溪镇。